# لورين مورون (لاعب كرة قدم مواليد 1993)
لورين مورون (بالإسبانية: Lorenzo Morón García) هو لاعب كرة قدم إسباني في مركز الهجوم، ولد في 30 ديسمبر 1993 في مربلة في إسبانيا. لعب مع كروز آزول.

## وصلات خارجية
- لورين مورون (لاعب كرة قدم) على موقع قاعدة بيانات كرة القدم.إي يو (الإنجليزية)
- لورين مورون (لاعب كرة قدم) على موقع Soccerway.com (الإنجليزية)
- لورين مورون (لاعب كرة قدم) على موقع عالم كرة القدم.نت (الإنجليزية)